# Buon pomeriggio (Telenorba)
Buon Pomeriggio è stato un programma televisivo italiano in onda dal 7 novembre 2016 al 3 giugno 2019 su Telenorba e TG Norba 24, con la conduzione di Michele Cucuzza, Mary de Gennaro e Stefano Palatresi in diretta dal lunedì al venerdì nella fascia pomeridiana. Durante la prima parte della seconda edizione è stato condotto anche da Stefania Orlando, conduttrice dell'edizione estiva del 2017. Dal 2018 al 2019 è stato trasmesso anche su Rete8 e Canale 21.

## Il programma
Il programma è stato un vero e proprio rotocalco pomeridiano, voluto dal direttore di Telenorba Antonio Azzalini, che si occupa dei vari aspetti dell'attualità e della cronaca ed è caratterizzato dalla presenza di inviati in esterna in diretta per ogni argomento trattato. 

### Edizioni invernali

#### Prima edizione (2016-2017)
La prima edizione è iniziata il 7 novembre 2016 dallo studio di Piazza del Ferrarese di Bari, condotto da Michele Cucuzza e Mary de Gennaro. Il programma è stato trasmesso inizialmente dalle 16:00 alle 19:00 poi è passato dalle 15:30 alle 18:15. Dal 5 dicembre 2016 la trasmissione è passata nello studio 5 del CPTV di Telenorba a Conversano. L'edizione si è conclusa il 27 maggio 2017. Come autori principali hanno lavorato Ivano Balduini, Dario Enrico Baudini e Roberto Avvignano. Gli inviati del programma erano Giovanna De Crescenzo per la cronaca e Kevin Dellino per lo spettacolo. 
Alcune puntate del giovedì sono state condotte da Michele Cucuzza ed una conduttrice d'eccezione, visto che Mary de Gennaro era impegnata nella registrazione di Magazine7.

#### Seconda edizione (2017-2018)
La seconda edizione del programma è partita il 2 ottobre 2017 e si è conclusa il 1º giugno 2018 alle 14:45 con la conduzione di Stefania Orlando e Mary de Gennaro e la partecipazione di Stefano Palatresi. Dal 22 gennaio 2018 è ritornato a condurre Michele Cucuzza al posto di Stefania Orlando. Gli inviati del programma erano Giovanna De Crescenzo, Kevin Dellino, Celeste Savino e Luca Piazza.

#### Terza edizione (2018-2019)
La terza edizione del programma è partita l'8 ottobre 2018 e si è conclusa il 3 giugno 2019 alle 14:45 con la conduzione sempre di Michele Cucuzza, Mary de Gennaro e la partecipazione di Stefano Palatresi e dei comici Marco e Chicco. Gli inviati del programma erano Giovanna De Crescenzo per la cronaca e Kevin Dellino per lo spettacolo. Uno degli chef era Andrea Matranga. Da questa edizione il programma va in onda anche su Antenna Sicilia, Canale 21, Rete8 e Video Calabria. Al termine di questa edizione il programma non è stato confermato per un'edizione successiva ed è stato sostituito dal nuovo programma Pomeriggio Norba.

### Riepilogo delle edizioni invernali
| Edizione | Periodo                          | Puntate | Conduzione | Studio                                                                                             |
| -------- | -------------------------------- | ------- | --- | -------------------------------------------------------------------------------------------------- |
| 1ª       | 7 novembre 2016 - 26 maggio 2017 | 140     | Michele Cucuzza e Mary de Gennaro | Studio in piazza del Ferrarese a Bari e dal 5 dicembre studio 5 del CPTV di Telenorba (Conversano) |
| 2ª       | 2 ottobre 2017 - 1º giugno 2018  | 155     | Stefania Orlando (dal 2 ottobre al 22 dicembre 2017), Michele Cucuzza (dal 22 gennaio 2018), Mary de Gennaro e la partecipazione di Stefano Palatresi | Studio 5 CPTV di Telenorba (Conversano)                                                            |
| 3ª       | 8 ottobre 2018 - 3 giugno 2019   | 136     | Michele Cucuzza, Mary de Gennaro e la partecipazione di Stefano Palatresi e di Marco e Chicco                                                         | Studio 5 CPTV di Telenorba (Conversano)                                                            |

## Buon pomeriggio Estate

### Prima edizione (2017)
Buon Pomeriggio Estate sulla scia della versione invernale seguiva da vicino gli avvenimenti in Puglia nella bella stagione dell'anno ed è stato condotto da Stefania Orlando e Stefano Palatresi.
Il programma è andato in onda sempre dallo studio 5 del CPTV di Telenorba a Conversano ed è stato posticipato l'orario di inizio e di fine dalle 17:00 alle 20:00. In onda sempre su Telenorba e TG Norba 24. Dopo qualche settimana l'orario venne riportato allo stesso dell'edizione invernale.
Solo per la prima settimana il programma è stato condotto da Michele Cucuzza e Mary de Gennaro insieme a Stefania Orlando e Stefano Palatresi.

### Riepilogo delle edizioni estive
| Edizione | Periodo                    | Puntate | Conduzione                           | Studio                                      |
| -------- | -------------------------- | ------- | ------------------------------------ | ------------------------------------------- |
| 1ª       | 29 maggio - 30 giugno 2017 | 34      | Stefania Orlando e Stefano Palatresi | Studio 5 del CPTV di Telenorba (Conversano) |

## Puntate speciali diBuon Pomeriggio
Buon Pomeriggio 100% Sud
In occasione delle 100 puntate di Buon Pomeriggio è stata prodotta una serata interamente dedicata al Mezzogiorno. Ha condotto Michele Cucuzza.